# Луїза Марія Тереза д'Артуа
До одруження Марія Луїза Бурбон-Пармська мала ім'я Марія Луїза Беррійська(названа також Марія Луїза Тереза Французька або Луїза Марія Тереза д'Артуа); 21 вересня 1819, Париж — 1 лютого 1864, Венеція) — французька принцеса з династії Бурбонів, донька герцога Шарля Беррійського та італійської принцеси Кароліни Бурбон-Сицилійської, дружина герцога Парми Карла ІІІ, регентка Парми, П'яченци та Гуасталли у 1854—1859 роках при своєму сині Роберто І.

## Біографія
Марія Луїза народилась 21 вересня 1819 року в Єлисейському палаці в Парижі. Вона була старшою донькою Карла, герцога Беррійського, молодшого сина короля Франції Карла Х та принцеси Кароліни Бурбон-Сицилійської. Її молодший брат, Енріко, граф де Шамбор, був королем Франції та Наварри з 2 серпня по 9 серпня 1830 і в подальшому законний претендент на французький трон з 1844 по 1883 рік.

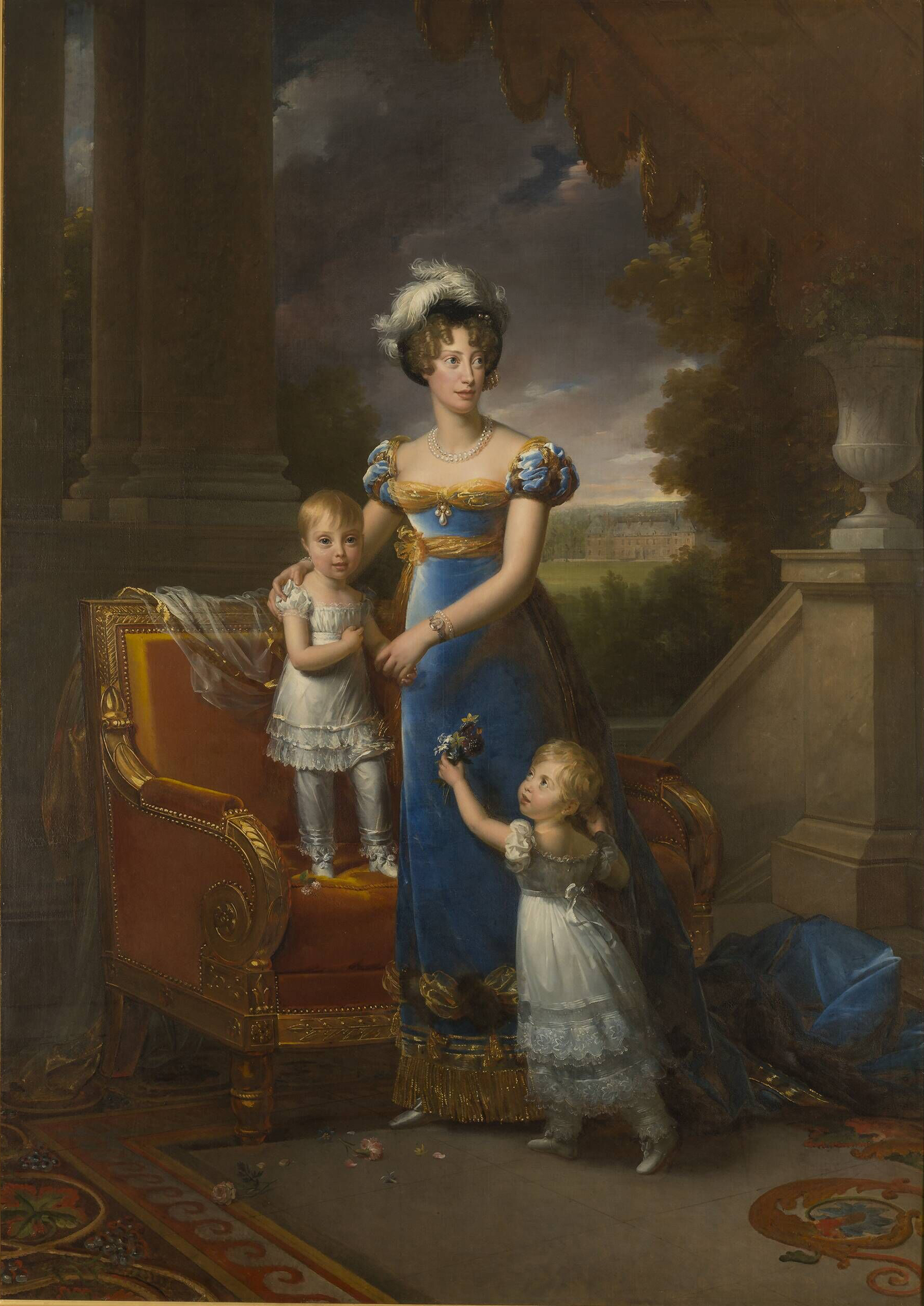
Герцогиня Кароліна Беррійська з дітьми

10 листопада 1845 у замку Фрохсдорф Марія Луїза одружилася з Карлом ІІІ Пармським. У них народилося четверо дітей. Після вбивства чоловіка карбонарськими змовниками, Марія Луїза (чи краще — Луїза Марія, як була відоміша у Пармі, щоб відрізняти від іншої герцогині Марії Луїзи, дружини Наполеона), правила герцогством Парми замість малолітнього сина Роберто І. У 1859 році до герцогства Парми приєдналися землі королівства Сардинія, але Луїза Марія вже втратила владу.
Луїза Марія померла 1 лютого 1864 у віці 44 років у своєму замку в Венеції. Була похована у склепі свого діда Карла Х, що знаходиться у францисканському монастиріна території Австрії. Під час Першої світової війни імператриця Зіта, онучка Луїзи Марії, перенесла останки усіх родичів з цього склепу до Відня, хоча в 1919 році Італія, як одна з країн-переможців, перенесла останки герцогів до одного зі своїх монастирів. Але, внаслідок Другої світової війни, частина італійських земель перейшла до Словенії. Зараз монастир знаходиться поруч з містом Нова Гориця.

## Родина
Чоловік Карл III, герцог Пармський
Діти:
- Маргарита (1847—1893) — дружина іспанського інфанта Карлоса Молодшого, герцога Мадридського, претендента на іспанський трон від партії карлістів, мала п'ятеро дітей;
- Роберто (1848—1907) — наступний герцог Парми та П'яченци у 1854—1859, був двічі одруженим, мав вісімнадцятеро дітей;
- Аліса (1849—1935) — дружина Великого герцога Тоскани Фердинандо IV, мала десятеро дітей;
- Енріко (1851—1905) — був двічі одруженим, дітей не мав.